# Azeta
Azeta is een geslacht van vlinders van de familie spinneruilen (Erebidae), uit de onderfamilie Catocalinae.

## Soorten
- A. ceramina Hübner, 1806
- A. melanea Stoll, 1781
- A. reuteri Saalmüller, 1881
- A. rufescens Schaus, 1912
- A. schausi Hoffmann, 1934
- A. signans Walker, 1858
- A. uncas Guenée, 1852
- A. versicolor Fabricius, 1794